# オオバナウグイ
オオバナウグイ（学名：Chondrostoma nasus）は、ヨーロッパに生息する回遊性のコイ科の魚である。

## 分布
黒海やバルト海南部、北海南部へ注ぐ川に自生する。さらに、ローヌ川、ロワール川、エロー県、イゾンツォ川にも導入された。

## 形態
紡錘形の体を持ち、青灰色の金属質の鱗、橙色の尾を持つ。下唇は比較的鋭い。体長は25から40cm程度で、体重は約1000gである。しかし、50cm、1.5kgに達するものも記録されている。記録された最長の寿命は、15年である。

## 生態
この種は群生し、流れの速い深い場所、しばしば橋の背水や岩の露出する場所で見られる。水底付近に住み、そこで藻類やその他の水生植物を食べる。

## 保護
オオバナウグイは、ヨーロッパの野生生物と自然生息地の保全に関する条約（ベルン条約）によって保護されている。